# شماره ۷۸۶
شماره ۷۸۶ در حساب ابجد نمایانگر واژه‌های آغازین کتاب قرآن است.
در کشورهای پاکستان، هند، ایران و بنگلادش مسلمانان در نوشتار به‌جای عبارت بسم‌الله از عدد ۷۸۶ استفاده می‌کنند.